# Фис-дур
Фис-Дур је дурска лествица, чија је тоника тон фис, а као предзнаке има шест повисилица. Овде је интересантно да Фис-дур и њему еквивалентан Гес-дур имају једнак број предзнака.

## Познатија класична дела у Фис-дуру
- Клавирска соната бр. 24, оп. 78, Бетовен
- Прелудијум бр. 13, оп. 28, Шопен
- Клавирска соната бр. 4, оп. 30, Скрјабин
- „Баркарола“, оп. 60, Шопен